# Chemins de fer canadiens

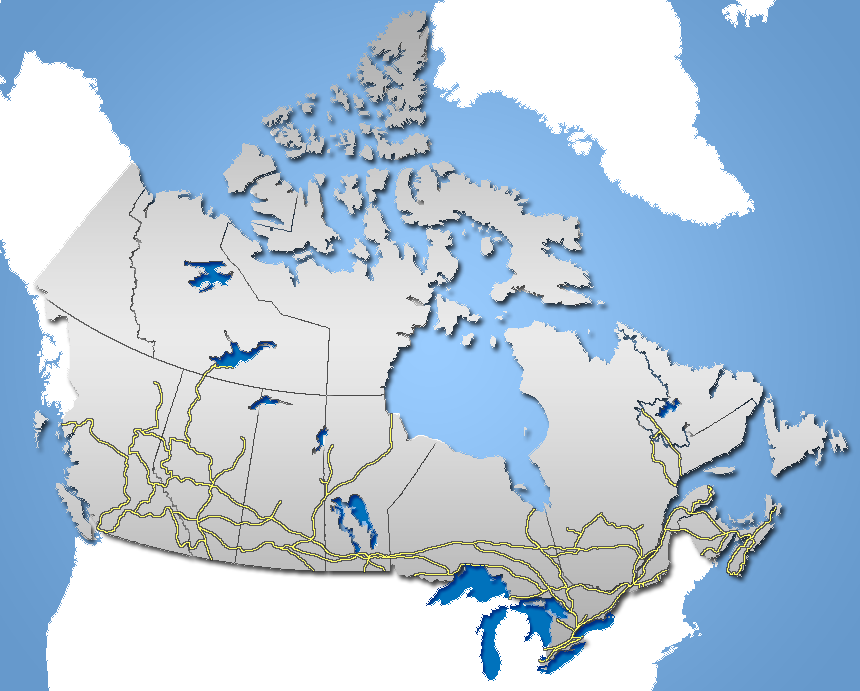
Carte des chemins de fer du Canada.

Les chemins de fer canadiens constituent un important réseau ferroviaire parcourant l'ensemble des provinces du Canada et ayant contribué au développement territorial du pays. 

## Chemins de fer

### Transporteurs de marchandises
| Nom                                            | Sigle                       | Endroit | Propriétaire                                                          |  |
| ---------------------------------------------- | --------------------------- | --- | --------------------------------------------------------------------- |  |
| Canadien National                              | CN                          | Canada | actionnaire                                                           |  |
| Canadien Pacifique                             | CP                          | Canada | actionnaire                                                           |  |
| Alberta Prairie Railway                        | APR                         | Alberta |                                                                       |  |
| Algoma Central Railway                         | AC                          | Ontario | Canadien National                                                     |  |
| Athabasca Northern Railway                     | ANY                         | Nord de l'Alberta | Canadien National                                                     |  |
| Barrie-Collingwood Railway                     | BCRY                        | Centre de l'Ontario | Cando Contracting                                                     |  |
| Boundary Trail Railway                         | BTR                         | Sud du Manitoba |                                                                       |  |
| Burlington Northern (Manitoba) Ltd.            | BNML                        | Manitoba | BNSF                                                                  |  |
| Cape Breton and Central Nova Scotia Railway    | CBNS                        | Est de la Nouvelle-Écosse | RailAmerica                                                           |  |
| Carlton Trail Railway                          | CTRW                        | Nord de la Saskatchewan | OmniTRAX                                                              |  |
| Central Manitoba Railway                       | CEMR                        | Sud du Manitoba | Cando Contracting                                                     |  |
| Central Western Railway                        | CWRL                        | Southern Alberta | Canadien National                                                     |  |
| Chemin de fer Arnaud                           | CFA                         | Nord-est du Québec | Compagnie Wabush                                                      |  |
| Chemin de fer Baie des Chaleurs                | CBC                         | Est du Québec | Gouvernement du Québec                                                |  |
| Chemin de fer Cartier                          | CFC                         | Nord-est du Québec |                                                                       |  |
| Chemin de fer Charlevoix                       | CFC                         | Centre du Québec | Le Massif                                                             |  |
| Chemin de fer de la Gaspésie                   | CCFG                        | Est du Québec | Société de chemin de fer de la Gaspésie                               |  |
| Chemin de fer Lanaudière                       | CFL                         | Centre du Québec |                                                                       |  |
| Chemin de fer de l'Outaouais                   | CFO                         | l'Outaouais | Les villes de Gatineau, Chelsea, et La Pêche.                         |  |
| Chemin de fer de la Matapédia et du Golfe      | CFMG                        | Est du Québec | Canadien National                                                     |  |
| Chemin de fer QNS&L                            | QNSL                        | Nord-est du Québec, Labrador ouest                                                                                                   | Compagnie Iron Ore du Canada                                          |  |
| Chemins de fer Québec-Gatineau                 | QGRY                        | Québec -Montréal-Gatineau | Genesee & Wyoming Inc.                                                |  |
| Chemin de fer de la Rivière Romaine            |                             | Nord-Est du Québec | QIT-Fer et Titane                                                     |  |
| Chemin de fer de Roberval-Saguenay             | RS                          | Centre du Québec | Alcan                                                                 |  |
| Chemin de fer Saint-Laurent & Atlantique       | SLQ(Québec) SLR(États-Unis) | Sud du Québec | Genesee & Wyoming Inc                                                 |  |
| Chemin de fer Sartigan                         | CFS                         | Chaudière-Appalaches | Privé                                                                 |  |
| Essex Terminal Railway                         | ETL                         | Amherstburg (Ontario) - Windsor (Ontario)                                                                                            | Essex Morterm Holdings                                                |  |
| Fife Lake Railway                              | FLR                         | Saskatchewan | Great Western Railway                                                 |  |
| Goderich-Exeter Railway                        | GEXR                        | Brampton - London, Ontario, Stratford - Goderich, Ontario                                                                            | RailAmerica                                                           |  |
| Grand Forks Railway                            | GFR                         | Colombie-Britannique | Pope & Talbot                                                         |  |
| Great Sandhills Railway                        | GSR                         | Saskatchewan |                                                                       |  |
| Great Western Railway                          | GWRS                        | Sud de la Saskatchewan | Westcan Rail Saskatchewan Ltd.                                        |  |
| Greater Winnipeg Water District Railway        |                             | Sud du Manitoba |                                                                       |  |
| Guelph Junction Railway                        |                             | Sud de l'Ontario | Ontario Southland Railway                                             |  |
| Chemin de fer de la Baie d'Hudson              | HBRY                        | Nord du Manitoba | OmniTRAX                                                              |  |
| Huron Central Railway                          | HCRY                        | Sudbury - Sault-Sainte-Marie (Ontario)                                                                                               | Genesee & Wyoming Inc.                                                |  |
| International Rail Road Systems                | IRRS                        | |                                                                       |  |
| Kawartha Lakes Railway                         | KLR                         | Peterborough (Ontario) | Canadien Pacifique                                                    |  |
| Kelowna Pacific Railway                        | KPR                         | | Knighthawk Rail                                                       |  |
| Kettle Falls International Railway             | KFR                         | Sud de la Colombie-Britannique | OmniTRAX                                                              |  |
| Lakeland and Waterways Railway                 |                             | Nord de l'Alberta | Canadien National                                                     |  |
| Last Mountain Railway                          | LMR                         | |                                                                       |  |
| Mackenzie Northern Railway                     | RLGN                        | Northern Alberta, Northwest Territories                                                                                              | Canadien National                                                     |  |
| Chemins de fer du Centre du Maine et du Québec | CMQ                         | Québec | Fortress Investment Group                                             |  |
| New Brunswick East Coast Railway               | NBEC                        | Campbellton (Nouveau-Brunswick) - Moncton                                                                                            | Canadien National                                                     |  |
| New Brunswick Southern Railway                 | NBSR                        | Sud-ouest du Nouveau-Brunswick | Eastern Maine Railway                                                 |  |
| Okanagan Valley Railway                        | OKAN                        | | OmniTRAX                                                              |  |
| Ontario Northland                              | ONT                         | Nord-est de l'Ontario | Gouvernement de l'Ontario                                             |  |
| Ontario Southland Railway                      | OSRX                        | Campbellville (Ontario) - Guelph, Ontario (Guelph Junction Railway), Ingersoll (Ontario) - Tillsonburg (Ontario), Clarkson (Ontario) | intérêts public                                                       |  |
| Orangeville-Brampton Railway                   |                             | Brampton - Orangeville (Ontario) | Cando Contracting                                                     |  |
| Ottawa Central Railway                         | OCRR                        | Ottawa - Pembroke (Ontario) | Canadien National                                                     |  |
| Ottawa Valley Railway                          | OVR                         | Sudbury - Témiscamingue, Québec, | RailAmerica                                                           |  |
| Port Colborne Harbour Railway                  |                             | | Trillium Railway                                                      |  |
| Savage Alberta Railway                         | SAR                         | Nord de l'Alberta | Canadien National                                                     |  |
| Société du chemin de fer de la Gaspésie        | SCFG                        | Est du Québec | Gouvernement du Québec                                                |  |
| Société des chemins de fer du Québec           | QRC                         | Province de Québec | Gouvernement du Québec                                                |  |
| Southern Manitoba Railway                      | SMNR                        | Province du Manitoba |                                                                       |  |
| Southern Ontario Railway                       | RLHH                        | Brantford (Ontario)-Nanticoke (Ontario)                                                                                              | RailAmerica                                                           |  |
| Southern Rails Cooperative                     | SORA                        | |                                                                       |  |
| Southern Railway of British Columbia           | SRY                         | Sud-ouest de la Colombie-Britannique                                                                                                 | SRY Rail Link                                                         |  |
| Southern Railway of Vancouver Island           | SVI                         | Île de Vancouver | RailAmerica                                                           |  |
| St. Thomas and Eastern Railway                 |                             | | Trillium Railway                                                      |  |
| Sydney Coal Railway                            | SCR                         | Sud-est du Cap-Breton | Emera Inc.                                                            |  |
| Trillium Railway                               | TRRY                        | Sud de l'Ontario |                                                                       |  |
| Tshiuetin Rail Transportation                  | TSH                         | Nord-est du Québec, Labrador ouest                                                                                                   | Nation Innu, Nation Naskapi, et Innu Takuaikan Uashat mak Mani-Utenam |  |
| Wabush Lake Railway                            |                             | Labrador ouest |                                                                       |  |
| Wheatland Railway                              |                             | Saskatchewan | Canadien National                                                     |  |
| Windsor and Hantsport Railway                  | WHRC                        | Centre de la Nouvelle-Écosse | Iron Road Railways                                                    |  |

### Trains de passagers
| Nom                | Compagnies opérantes | Endroit                               |
| ------------------ | -------------------- | ------------------------------------- |
| Exo                | Exo                  | Communauté métropolitaine de Montréal |
| O-Train (Ottawa)   | OC Transpo           | Ottawa                                |
| GO Transit         | GO Transit           | Grand Toronto                         |
| Rocky Mountaineer  |                      | L'ouest du Canada                     |
| Via Rail Canada    | Via Rail Canada      | Pan-canadien                          |
| West Coast Express | TransLink            | Vancouver                             |

### Chemins de fer américains au Canada
| Nom                                            | Compagnies opérantes | Endroit |  |
| ---------------------------------------------- | --- | --- |  |
| Amtrak                                         | National Railroad Passenger Corporation                                                                                   | Vancouver, Montréal, Toronto                                                                                  |  |
| BNSF                                           | Compagnie Burlington Northern et Santa Fe, Burlington Northern et Santa Fe Manitoba Incorporé                             | De L'État de Washington à Vancouver, Colombie Britannique et du Dakota du Nord à Winnipeg, Manitoba           |  |
| CSX Transportation                             | CSX Transportation Incorporated, Lake Erie and Detroit River Railway Company, St. Lawrence and Adirondack Railway Company | Blenheim - Sarnia (Ontario) De la frontière à Dundee (Québec) jusqu'à Kahnawake                               |  |
| Pan Am Railways                                | Guilford Rail System | De la frontière du Maine à Saint-Jean, Nouveau-Brunswick                                                      |  |
| Norfolk Southern                               | Norfolk Southern Corporation                                                                                              | Niagara Falls, Ontario et aux alentours du lac St. Clair, Ontario                                             |  |
| Union Pacific                                  | Union Pacific Corporation                                                                                                 | De la frontière de l'État de Washington jusqu'à Vancouver, British Columbia                                   |  |
| Minnesota, Dakota and Western Railway          | International Bridge and Terminal Company                                                                                 | International Falls (Minnesota) - frontière avec l'Ontario                                                    |  |
| New England Central                            | RailAmerica | Sud du Québec de Montréal & Québec à la frontière du Vermont                                                  |  |
| Kettle Falls International Railway             | | Grand Forks, British Columbia                                                                                 |  |
| Chemins de fer du Centre du Maine et du Québec | Fortress Investment Group                                                                                                 | Entre Montréal, Québec et la frontière du Maine, entre la frontière du Miane et Saint-Jean, Nouveau-Brunswick |  |
| Saint-Laurent & Atlantique                     | Genesee & Wyoming Inc. | Entre Saint-Rosalie, Québec et la frontière du Vermont                                                        |  |

### Chemins de fer touristiques
| Nom                                           | Compagnies opérantes                                                          | Endroit                                              |
| --------------------------------------------- | ----------------------------------------------------------------------------- | ---------------------------------------------------- |
| Alberni Pacific Railway                       |                                                                               | Port Alberni, Colombie-Britannique                   |
| Alberta Prairie Railway Excursions            |                                                                               | Stettler, Alberta                                    |
| Great Canadian Railtour                       |                                                                               | Sud de la Colombie-Britannique, sud de l'Alberta     |
| Halton County Radial Railway                  |                                                                               |                                                      |
| Kettle Valley Steam Railway                   |                                                                               | Summerland, Colombie-Britannique                     |
| Port Stanley Terminal Rail                    |                                                                               | Sud-Ouest de l'Ontario                               |
| Prairie Dog Central Railway                   | Vintage Locomotive Society Inc.                                               | Sud du Manitoba                                      |
| Salem and Hillsborough Railroad               |                                                                               | Sud-Ouest du Nouveau-Brunswick                       |
| South Simcoe Railway                          |                                                                               | Sud de l'Ontario                                     |
| Train Touristique "L'Express de La Matapédia" | Chemin de fer de la Matapédia et du Golfe                                     | Est du Québec                                        |
| York-Durham Heritage Railway                  |                                                                               | Uxbridge, Ontario                                    |
| Waterloo Central Railway                      |                                                                               | Sud-Ouest de l'Ontario                               |
| White Pass et route du Yukon                  | British Columbia Yukon Railway Company, British Yukon Railway Company Limited | Yukon, nord de la Colombie-Britannique, sud d'Alaska |
| Train de Charlevoix                           | Réseau Charlevoix                                                             | Entre Québec et La Malbaie                           |
| Orford Express                                |                                                                               | Entre Magog et Sherbrooke                            |